# Rafelcofer
Rafelcofer (IPA:[rafɛlko'feɾ]) és un municipi del País Valencià situat a la comarca de la Safor.

## Localització
Rafelcofer està situat a 74 km al sud de la ciutat de València, a 6 km al sud de la capital de la comarca, Gandia, a 34,2 km al nord de la ciutat de Dénia, a 42,5 km a l'est de Xàtiva i a 106 km al nord d'Alacant. Situat aproximadament a 20m sobre el nivell de la mar, pertany a la comarca de la Safor, al centre de la planura que forma el curs baix del riu Serpis. Prou ben comunicat amb els pobles veïns, se situa enmig de dos vies de comunicació importants; l'N-332 i l'autopista AP7 Tarragona - Sant Joan d'Alacant. El terme municipal, limita al N amb els termes municipals de Bellreguard i Almoines, a l'E amb el de l'Alqueria de la Comtessa, al S amb la Font d'en Carròs i a l'O amb Beniarjó i Beniflà. Pertany al Partit Judicial de Gandia, Província, Audiència Territorial, Capitania i Bisbat de València.

## Geografia

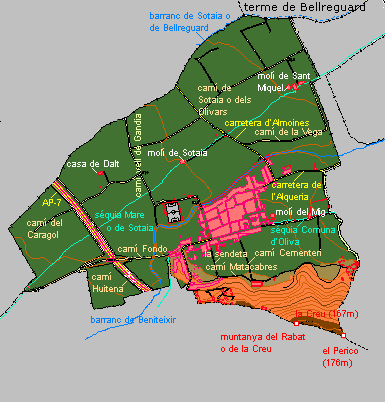
Mapa dels camins i altres construccions del terme municipal.

La ubicació de Rafelcofer en plena Horta de Gandia i a la dreta de riu Serpis, fa que la totalitat del sòl del seu terme municipal siga una planura d'argil·les constituïdes per sediments quaternaris del període Plistocè, excepte a la muntanya del Rabat, que és un muntijol aïllat de calcària, amb una longítud d'un quilòmetre i una altura d'uns 176m, típic en esta classe de planures al·luvials. El relleu de l'horta és pla, i va ascendint cap al SO a mesura que ens apropem de les faldes de la Serra Gallinera, amb una mitjana de 20m sobre el nivell de la mar. Les zones més altes de l'horta se situen al SO del terme, a les partides de la Huitena, la Runa i el Caragol, i les més baixes les de Sotaia —partida que té continuïtat pels termes de l'Alqueria de la Comtessa i Bellreguard on la sendeta de Bellreguard fa de frontera—, i la Vega. La partida del Racó podríem dir que fa de transició, ja que gran part d'ella es troba ocupada pel Rabat i a la seua part més occidental on està situat el nucli de l'Alcudiola hi ha un xicotet muntijol ànnex al Rabat, que té uns 50 metres d'alçària i que la gent coneix pel nom del Calvari.
El barranc de Palmera o (barranc dse Beniteixir) entra pel sud al terme de Rafelcofer a prop de l'Alcudiola i seguix el seu curs tocant els extramurs de la part nord de Rafelcofer en direcció cap a l'Alqueria de la Comtessa. Rafelcofer participa en un sistema d'irrigació fòssil, estés per la planura costanera de la comarca, d'origen islàmic, l'aigua procedix del riu Serpis, embassamada en l'assut d'En Carròs i dirigida cap a Rafelcofer per la séquia Mare i Séquia Comuna d'Oliva. Els dos partidors d'aigua, el del cano de l'Alcudiola i el del cano del Mig, distribuïxen les aigües per tot terme coferer.

## Climatologia
Per a la seua descripció climàtica ens basem en les dades aportades per l'estació meteorològica situada a Rafelcofer, que aporta una sèrie des de 1961 fins a 1990 amb dades de precipitació i pluviometria. El clima és pròpiament mediterrani caracteritzat per un règim de pluges amb un màxim a la tardor, seguit de l'hivern i la primavera i per un període d'aridesa estival. La zona registra una pluviometria anual de 774 mm; els mesos més secs són juliol (14,3 mm) i juny (21 mm) i els més plujosos novembre (136,1 mm) i octubre (99,3 mm); precipitacions que són quasi exclusivament en forma de pluja i amb la torrencialitat com a característica des de finals d'estiu i la tardor per les situacions de gota freda.
| Temp °C | 10 | 11 | 14 | 16 | 19 | 22 | 27 | 25 | 23 | 18 | 14 | 11 |

El seu règim tèrmic és suau, amb una temperatura mitjana anual de 16,6 °C. El mes més fred és gener amb una mitjana de 10,1 °C seguit de prop pel desembre amb una mitjana de 10,8 °C, el mes més càlid és juliol amb una mitjana de 27 °C seguit d'agost amb 25,7 °C.
En funció de les dades obtingudes a l'estació meteorològica situada a Rafelcofer, el bioclima de la zona és mediterrani pluviestacional-oceànic, dins del termotipus termomediterrani superior i un ombroclima subhumit que caracteritza l'Horta de Gandia, envoltada per sistemes muntanyosos.

## Toponímia

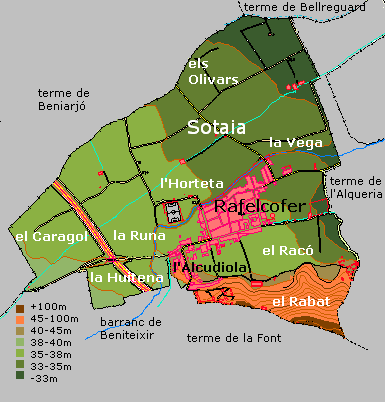
Terme i partides rurals de Rafelcofer.

Hi ha topònims que sorprenen per la seua rotunditat fonètica i la nostra llengua té excel·lents exemples d'esta rotunditat, així ho permet la multiplicitat de terminacions consonàntiques, i, a més, set o huit sons vocàlics. Al topònim Rafelcofer es veu un exemple de cadència de sons: una tonalitat arabitzant barrejada amb inflexions vocàliques catalanes. La seua pronúncia correcta és [ʀafɛlko'feɾ].
La primera volta que apareix documentat el nom Rafelcofer és en l'any 1284, en un manament de la Cancelleria Reial d'Aragó en temps del rei Pere el Gran, dirigit al procurador del Regne de València perquè no permetera que Carròs, senyor del Rebollet, cobrara els rèdits de l'alqueria de Rahalcofen que havien de ser percebuts pels marmessors de Sanç Roiç de Corella. En 1368 apareix el nom de Rafalcofer en la carta pobla que el senyor de Rebollet va concedir als àrabs que l'habitaven. El topònim oscil·laria entre diferents denominacions i grafies des del segle xiv fins al XVII; Rafalcofer, Rafelcoçer, Rafelcoher, Refalcofer... però sembla que a partir del segle xviii el topònim es fixa. Així tenim Rafelcofer en el padró de 1793 i Rafelcofér en les Observacions d'Antoni Josep Cavanilles i Palop. El poblet de l'Alcudiola, en tots els documents històrics, figura sempre a part, com a alqueria independent, i només desapareix de la documentació oficial a partir de la seua annexió a Rafelcofer després de l'expulsió dels moriscs.
Rafelcofer és un topònim d'origen àrab (ráhl qufair) amb una estructura bimembre: rafel i cofer. Rafel prové de la veu àrab rahal, ja que la h aspirada, faríngia, fricativa sorda dona en totes les posicions la f labiodental, fricativa sorda dels arabismes del valencià, i significa casa rural. De la mateixa arrel ixen Rafal, Real, Rafalet, Ràfol i Rafel. Mentre que Qufair seria el propietari de l'esmentada finca. Mentre que Alcudiola, prové de la forma en diminutiu del terme també àrab d'al-qúdya, que significa ‘tossal’ o ‘pujol’, referència topogràfica a la xicoteta elevació a la que va ser ubicada, unes desenes de metres més alta que la resta de les alqueries dels voltants, als peus de la muntanya del Rabat.

## Història
Hi ha presència de poblament al terme de Rafelcofer cap al segle II abans de Crist, a l'edat del ferro, amb el jaciment íber excavat en la dècada dels huitanta de la muntanya del Rabat. Es tracta d'un recinte emmurallat, amb diverses obertures d'accés i restes disperses dels murs dels edificis. A les faldes del Rabat i a prop de la muntanyeta de Sant Miquel, a la vora del camí que anava des de Saetabis (Xàtiva) fins al port de Dianium (Dénia), s'han trobat alguns punts de concentració de material ceràmic íber pertanyents als segles II i I abans de Crist. De l'època romana destaquen el jaciment de la muntanyeta de Sant Miquel i els seus voltans i la troballa de dos inscripcions funeràries relacionada amb una probable existència d'una necròpilis altimperial als voltants de la muntanyeta del Sant Miquel i el Camí vell de Xàtiva.
Rafelcofer i l'Alcudiola es constituïren com a assentaments humans a l'època islàmica, des de la conquesta cristiana (1239) continuen sent llocs de poblament musulmà i van lligats al senyoriu de Rebollet, i posteriorment al Comtat d'Oliva i Ducat de Gandia. El senyor d'Oliva va concedir la carta pobla el 18 de març de 1368.

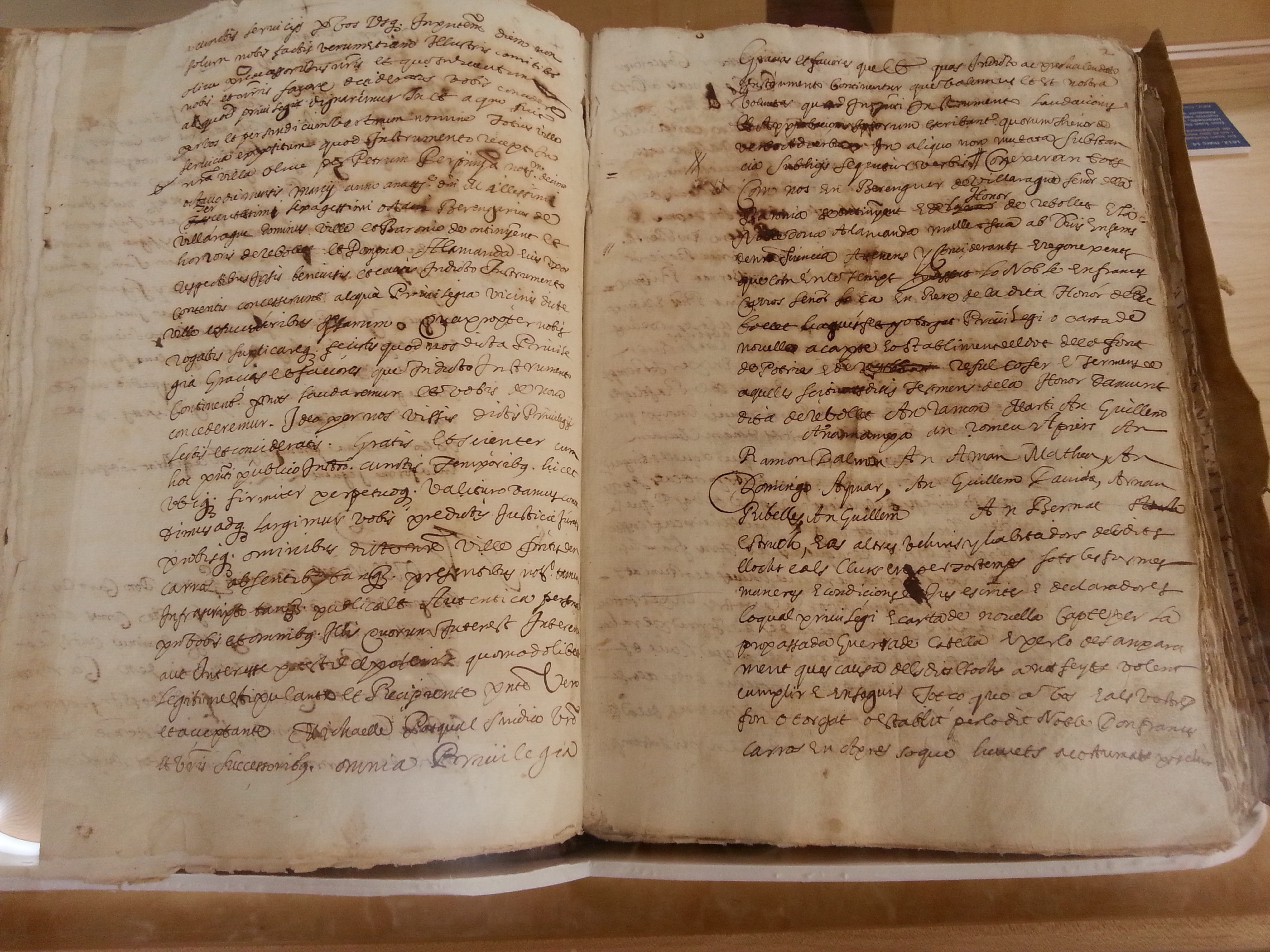
Carta pobla de la Font d'en Carròs, Potries i Rafelcofer (1368).

En 1535 va ser desmembrat d'Oliva, i erigit en Rectoria de moriscs, una espècie de mecanisme inquisitorial a escala reduïda per tal de controlar els moriscs de les alqueries de la seua àrea jurisdiccional, i li fan ser afegits com a annexos, l'Alqueria dels Frares, l'Alqueria de la Comtessa i l'Alcudiola del Rabat, amb església parroquial a Rafelcofer. Cap a 1527 al terme hi vivien un 125 habitants, majoritàriament moriscs.
Després del decret d'expulsió dels moriscos, el terme de la Rectoria de Rafelcofer va quedar pràcticament despoblat, però poc després es va iniciar una repoblació, amb gent fonamentalment dels pobles veïns. L'Alqueria dels Frares que havia sigut agregada a l'Alqueria de la Comtessa, no tornaria a ser repoblada. Esta situació demogràfica i econòmica gens favorable i les epidèmies del segle xvii i la Guerra de Successió de principis del xviii van fer que la població del terme no cresquera fins al 1713 en què ens trobem amb uns 198 habitants.
Després de la segregació de l'Alqueria de la Comtessa (1733), l'Alcudiola quedava definitivament anexionada a Rafelcofer i se situava en uns 336 habitants. En 1768 passava a tindre 456 habitants i 562 en 1787. En la primera divisió provincial, va ser adscrit a la província d'Alacant i al partit judicial de Pego, fins a la seua inclusió definitiva a la província de València el 1847. En 1826 iniciava el seu boom demogràfic amb 750 habitants, i malgrat les epidèmies de la pallola i del còlera que aparegueren al llarg de tot el segle xix, Rafelcofer situava la seua població en 1877 a 1609 habitants, el 1891 tombava els portals que el tancaven i arribava ja en 1900 fins als 1769 habitants. L'epidèmia de grip, l'esgotament de la terra i la crisi de finals dels anys 20 i l'inici de la Guerra Civil espanyola i la post-guerra van ver disminuir a poc a poc la seua població a causa de l'emigració constant.
L'any 1960 tenia 1671 habitants. El fort creixement demogràfic dels 60 i 70 no va fer altra cosa que intensificar l'emigració cap a Gandia i a altres nuclis emmagatzemadors de taronja. Amb un índex d'envelliment de la població important, amb un quasi nul creixement urbanístic durant els últims vint anys, Rafelcofer pot quedar en una situació compromesa de cara al seu futur: el de ser un poble-asil de la Safor davant del corredor juvenil al llarg de l'N-332 amb centre indiscutible a Gandia.

## Demografia
| 1527 | 1609 | 1646 | 1715 | 1735 | 1769 | 1784 | 1794 | 1826 | 1842 | 1860  | 1900  | 1910  | 1930  |
| 125  | 135  | 165  | 195  | 336  | 456  | 498  | 720  | 750  | 767  | 1.278 | 1.769 | 1.900 | 1.814 |

| 1940  | 1950  | 1960  | 1970  | 1981  | 1984  | 1990  | 1993  | 1995  | 2000  | 2002  | 2004  | 2005  | 2007  |
| 1.814 | 1.747 | 1.671 | 1.556 | 1.504 | 1.508 | 1.434 | 1.469 | 1.415 | 1.406 | 1.389 | 1.395 | 1.405 | 1.505 |

Segons l'Institut Nacional d'Estadística, Rafelcofer comptava a l'1 de gener de 2008 amb una població de 1.510 habitants, dels quals 728 eren homes i 782 eren dones, i amb un percentatge d'immigració d'un 10,8% majoritàriament d'origen europeu i un contingent important del continent americà.
| població total | estrangers | %    | total UE | resta d'Europa | Alemanya | Regne Unit | Bulgària | Romania | Àfrica | total Amèrica | Argentina |
| 1.510          | 163        | 10,8 | 95       | 3              | 4        | 38         | 4        | 21      | 0      | 64            | 13        |

## Creixement urbà
Als recers de les faldes de les muntanyes, les ribes dels rius i barrancs o les planes de terres fèrtils sense accidents de relleu, són trets generals dels pobles de l'Horta de Gandia. Com gran part dels nostres pobles, Rafelcofer era un poble-camí tancat amb uns grans portons enmig de l'horta gandiana, i el seu nucli originari s'estenia als voltants de l'església i al llarg del sinuós carrer Xiquet, que el travessa de SO a NO paral·lel i acoblat al traçat del barranc de Beniteixir.
L'esquema morfològic de Rafelcofer és de tipus longitudinal amb una sèrie de carrers paral·lels. Rafelcofer obri els seus carrers a l'horta en 1891 derrocant els portals dels seus murs, i el fort creixement poblacional posterior al segle xviii el va començar a eixamplar cap al Sud, en direcció a l'antic Camí vell de Xàtiva a Dénia continuant els esquemes longitudinals, tot i configurar el carrer Major en línia paral·lela com a eix principal. Més tard s'urbanitzaren els paral·lels carrers de l'Era (Reis Catòlics), Nou (Mestre Cebrian) i Sant Antoni. Cap als anys cinquanta, el mateix Camí vell de Xàtiva i els carrers Camí Vell de Gandia (Sant Diego) i del Pou (Menéndez y Pelayo) delimitaven ja un centre urbà rectangular on només l'entorn de la plaça de l'Hort Tallat quedava sense urbanitzar.
A principis dels anys huitanta, l'expansió urbanística acabaria d'omplir esta zona del poble, i les edificacions consolidaven l'eix viari de circumval·lació que els carrers Xiquet, Menéndez y Pelayo i Camí vell de Xàtiva feien a la carretera de l'Alqueria de la Comtessa a la Font d'en Carròs. I a la partida de la Runa, a l'altra banda del barranc es va construir el poliesportiu municipal.
A partir dels finals dels anys huitanta, la urbanització s'ha dirigit cap al SO, per tal d'integrar a l'Alcudiola a la resta del nucli urbà de Rafelcofer, amb la primera fasse de la urbanització del passeig de la Safor i el carrer 9 d'Octubre i més tard el carrer d'Ausiàs March i del botànic Antoni Josep Cavanilles. Als inicis del present segle s'ha urbanitzat la segona fase del passeig de la Safor fins a la sendeta del Ravalet.

## Política i govern

### Corporació municipal
El Ple de l'Ajuntament està format per 9 regidors. En les eleccions municipals de 26 de maig de 2019 foren elegits 4 regidors de Compromís per Rafelcofer (Compromís), 3 del Partit Socialista del País Valencià (PSPV-PSOE) i 2 del Partit Popular (PP).
| Eleccions municipals de 26 de maig de 2019 - Rafelcofer |                                          |                                     |                                     |        |          |          |
| Candidatura | Candidatura                              | Candidatura                         | Cap de llista                       | Vots   | Vots     | Regidors |
| | Compromís per Rafelcofer                 |                                     | Josep Monserrat Sanchis             | 363    | 42,01%   | 4 (+2)   |
| | Partit Socialista del País Valencià-PSOE |                                     | Irene Furió Blasco                  | 323    | 37,38%   | 3 (-2)   |
| | Partit Popular                           |                                     | Rafael Sanjerónimo Benavent         | 175    | 20,25%   | 2 ()     |
| | Vots en blanc                            |                                     |                                     | 3      | 0,35%    |          |
| Total vots vàlids i regidors | Total vots vàlids i regidors             | Total vots vàlids i regidors        | Total vots vàlids i regidors        | 864    | 100 %    | 9        |
| | Vots nuls                                | Vots nuls                           | Vots nuls                           | 13     | 1,48%    |          |
| Participació (vots vàlids més nuls) | Participació (vots vàlids més nuls)      | Participació (vots vàlids més nuls) | Participació (vots vàlids més nuls) | 877    | 80,83%** |          |
| Abstenció | Abstenció                                | Abstenció                           | Abstenció                           | 208*   | 19,17%** |          |
| Total cens electoral | Total cens electoral                     | Total cens electoral                | Total cens electoral                | 1.085* | 100 %**  |          |
| Alcalde: Josep Monserrat Sanchis (Compromís) (15/06/2019) Per ser la llista més votada, després de no haver obtingut majoria absoluta dels regidors (4 vots de Compromís) |                                          |                                     |                                     |        |          |          |
| Fonts: JEC, JEZ Gandia, M. Interior, Periòdic Ara. (* No són vots sinó electors. ** Percentatge respecte del cens electoral.)                                             |                                          |                                     |                                     |        |          |          |

### Alcaldes
Des de 2019 l'alcalde de Rafelcofer és Josep Monserrat Sanchis de Compromís per Rafelcofer.
| Període                       | Alcalde o alcaldessa                 | Partit polític | Data de possessió     | Observacions               |
| ----------------------------- | ------------------------------------ | -------------- | --------------------- | -------------------------- |
| 1979–1983                     | Juan Gregori Gregori                 | PSPV-PSOE      | 19/04/1979            | --                         |
| 1983–1987                     | Juan Gregori Gregori                 | PSPV-PSOE      | 28/05/1983            | --                         |
| 1987–1991                     | Salvador Castillo Pons               | CDS            | 30/06/1987            | --                         |
| 1991–1995                     | Juan Gregori Gregori                 | PSPV-PSOE      | 15/06/1991            | --                         |
| 1995–1999                     | Juan Gregori Gregori                 | PSPV-PSOE      | 17/06/1995            | --                         |
| 1999–2003                     | Pepa Izquierdo Sales                 | Bloc-EV        | 03/07/1999            | --                         |
| 2003–2007                     | José Peiró Faus Pepa Izquierdo Sales | PP Bloc        | 14/06/2003 18/06/2005 | Pacte de Govern PP+Bloc -- |
| 2007–2011                     | Mª Carmen Pérez Llibrer              | PSPV-PSOE      | 16/06/2007            | --                         |
| 2011–2015                     | Mª Carmen Pérez Llibrer              | PSPV-PSOE      | 11/06/2011            | --                         |
| 2015–2019                     | Irene Furió Blasco                   | PSPV-PSOE      | 13/06/2015            | --                         |
| 2019-2023                     | Josep Monserrat Sanchis              | Compromís      | 15/06/2019            | --                         |
| Des de 2023                   | n/d                                  | n/d            | 17/06/2023            | --                         |
| Fonts: Generalitat Valenciana |                                      |                |                       |                            |

## Economia
Fins a finals del segle xix va tindre relativa importància el cultiu de la vinya moscatell per a la confecció de pansa, però, després de la fil·loxera i amb la introducció intensiva del taronger, ha sigut este arbre el que configura de forma exclusiva l'actual paisatge agrari. Els cítrics ocupen 161 ha en cultiu, 107 de taronger i les altes 54 de clementiners. El secà es refugia en el sud i es reduïx a una quinzena d'hectàrees amb garroferes als vessants del Rabat, moltes d'elles no treballades, i el seu percentatge és insignificant i sense valor econòmic. Rafelcofer és el municipi comarcal amb major proporció de terres cultivades, que arriben fins al 85% de la seua extensió. En les seues estructures presenta un elevat índex de minifundisme. El reg es garantix mitjançant la Séquia Comuna d'Oliva i Séquia Mare provinents de Potries.
La seua economia està molt vinculada a la d'altres pobles adjacents, ja que els recursos productius locals són quasi exclusivament agraris. L'escassa indústria es limita a xicotets tallers de materials de construcció i magatzems de fruites emplaçats bé al mateix centre urbà, bé a l'adjacent polígon situat entre el barranc de Palmera i la carretera d'accés des de l'Alqueria. La construcció n'és un dels sectors primordials com ho demostra el fet que el 20% hi treballa, davant d'un 40% que ho fa a la indústria, El 31% s'ocupen als serveis i la resta a l'agricultura. Esta situació implica necessàriament que la majoria dels actius locals es desplacen regularment a treballar fora.
L'absència de treball en el poble motiva que es produïsca un cert èxode de la població en edat de treballar, que emigra tant a viure com a treballar, cap a les zones fabrils i comercials d'Oliva i Gandia a la recerca de llocs de treball.

## Edificis d'interés
- Ermita de Sant Miquel Arcàngel. En terme de l'Alqueria de la Comtessa i propietat de la parròquia de la Font d'en Carròs, està situada a la muntanyeta de Sant Miquel, i és un edifici gòtic del segle xvi, però hi ha molta tradició entre els coferers fer pelegrinatge el dia de Sant Miquel i sobretot els dies de pasqua.

- Església Parroquial. D'estil neoclàssic finalitzada en 1882. Promoguda pel Patriarca Sant Joan de Ribera i dedicada a Sant Antoni de Pàdua i Sant Diego d'Alcalà. Va ser construïda en el segle xix en dues fases com a ampliació de l'antic rectorat de moriscs (segle xvi), que constituïx la capella de la comunió o de la Puríssima annexa. Encara que actualment ha sigut reformada, l'estil del conjunt és neoclàssic. En l'interior podem trobar diferents imatges com la Divina Aurora, Sant Antoni de Pàdua, Sant Diego d'Alcalà, Santíssim Crist de l'Empar, l'Assumpció entre moltes altres talles de grans escultors com Jose Maria Ponsoda. Destacar la volguda i preciosa talla del segle XVIII de la Verge dels Desemparats, regalada a la Parròquia l'any 2012 per Miguel Furió amb motiu dels 125 anys de la doble titularitat dels Sants Antoni i Diego en el temple.

També hi ha una bona mostra pictòrica: tres retaules neoclàssics en fusta tallada i decorada de Remigio Soler, també d'ell són els frescos de les petxines que sostenen la cúpula de l'altar Major on es representen els quatre evangelistes. En la capella del Crist hi ha un quadre de grans dimensions del Santíssim Crist amb el poble als seus peus d'un tal Frasquet segurament obra d'un devot coferer del Crist. També hi ha una preciosa al·legoria eucarística d'autor anònim. des de l'any 2014 el temple té una bandera parroquial bordada en fil d'or on hi ha un llenç pintat on es pot veure els sants titulars Antoni i Diego emmarcats en núvols i elevats al cel, als seus peus dos àngels adoradors, este cuadre es obra del jove artista coferer Ramon Puig.
Es pot veure en el temple i en la xicoteta exposició de la sagristia una bona mostra de patrimoni en orfebrería (custòdies, corones, copons, portapaus, relíquia del Lignum Crucis...) i vestes de grans bordats i calitat, destaca el preciós Palio que cobrix la Forma en les processons de Corpus i Combregats de Sant Vicent, segons la gent major del poble és el més bonic de la comarca. (La corona de la Verge d'agost, és la més gran de l'Arxidiòcesi de València)
- La Casa Abadia. Edificació d'estil neogòtic (1933), situada al carrer Major 47. El mestre d'obres va ser Batiste Vila Frasquet. En este edifici predomina clarament un estil neogòtic (arcs apuntats i pinacles), encara que el sòcul, les reixes dels balcons i el rètol (Casa Abadia), es decanten més cap al modernisme. Es tracta d'un edifici extremadament insòlit a la Safor.

- El carrer Major. El carrer Major de Rafelcofer es caracteritza per tindre un traçat amb corbes poc marcades que donen al conjunt una sèrie d'estretiments i eixamplaments ben peculiars dins de l'esquema de l'urbanisme del segle xvii i XVIII pròpies de la zona. A més, podem trobar edificis amb façanes molt riques en reixes i elements ornamentals típics de l'arquitectura eclèctica i modernista del segle xx.

- Motor de San Diego, actual museu Arqueològic Municipal. Està dedicat al jaciment íber del Rabat i a les diverses troballes del terme, disposa de tota una sèrie de restes arqueològiques tant de l'època ibèrica com de la romana descobertes als voltants del Rabat, que són de vital importància per a conéixer la cultura ibèrica i la romanització en la comarca de la Safor. Per a visitar el museu, cal confirmar cita prèvia amb l'ajuntament.

- El Trinquet. El Trinquet de Rafelcofer, l'únic trinquet excavat en muntanya. Construït en 1936, és de propietat privada, i està en un estat ruïnós.

- Molí del Mig o de Bas. Està documentat el seu funcionament almenys des del segle xvi, i també està en un estat semi-ruinós.

- la Muntanya del Rabat o de la Creu, propera al Castell de Rebollet hi ha tota una sèrie de varietats de plantes aromàtiques i medicinals, i una esplèndida vista panoràmica, ja que des del seu cim s'albira tota l'Horta de Gandia. El Rabat és un dels majors nuclis de població ibèrica de la Safor, datat per les ceràmiques d'importació entre la mitat del segle V a.C. I els primers anys del segle I a.C., encara que cal dir que este jaciment no es pot visitar, però sí que podem contemplar tots els vestigis en el Museu Arqueològic de Rafelcofer.

## Instal·lacions i serveis municipals
- Instal·lacions municipals.

· Escoleta infantil Els menuts, al passeig de la Safor.
· Col·legi Públic Ausiàs March d'Educació Infantil i Primària, on s'escolaritzen els xiquets i les xiquetes a partir dels 3 anys, amb línia en valencià. El centre està situat a l'avinguda del Camí de Xàtiva.
· Llar del Jubilat L'Amistat, ubicat al carrer del Mestre Cebrian (carrer Nou).
· Poliesportiu municipal amb piscines, camp de futbol, pista de tennis, frontennis, parc infantil, etc.
· Biblioteca Municipal, amb servei de préstec de llibres, consulta i sala de lectura, situada al carrer de la Pau.
· Museu Arqueològic, que mostra una sèrie de restes arqueològiques tant de l'època ibèrica com romana descobertes a la muntanya del Rabat. Per a visitar el museu, cal confirmar cita prèvia a l'Ajuntament.
· Casa de la Cultura amb un auditori per a 300 persones, situada al carrer Ausiàs March, on es programen tota classe d'actes: concerts de música, teatre, conferències, etc.
· Sala de gimnàs.
- Serveis municipals.

· Servei d'Orientació Psicoeducativa i Familiar.
· Serveis Socials de Base.
· Agència de Desenvolupament Local.
· Consell Agrari Municipal.
· Informació Ajuntament: C/ Major 45, 46716 - Rafelcofer. Telèfon: 96 280 03 68.
· Correu electrònic Ajuntament: rafelcofer@infoville.net

## Cultura i Festes
Durant tot l'any es programen diferents activitats culturals: danses, teatre d'animació infantil, teatre de carrer, sarsuela, concerts de música, conferències, espectacles de màgia, titelles, tallers infantils (fang, treballs manuals, màscares), taller de cuina, partides de pilota valenciana, etc
A Rafelcofer al llarg de l'any se celebren les festivitats de base religiosa, com la de Sant Antoni del Porquet, Sant Vicent Ferrer, Sant Dídac d'Alcalà, les Festes Patronals i altres populars com la Setmana Cultural i el Dia de la Joventut. Pel mes de gener, en la festivitat de Sant Antoni Abat o del Porquet, els carrers que porten este nom, s'engalanen i fan una xicoteta festa en honor del seu patró, on se celebren les tradionals benediccions dels animalets i dels pambenets.
Per Sant Vicent Ferrer, el cap de setmana següent de Pasqua, el carrer del Pati o de Sant Vicent, s'engalana i acull diferents activitats: teatres, revetles, actuacions del Grup de Dansa de Rafelcofer, mascletades i sopars populars. Quant als actes religiosos cal destacar la processó dels combregants, on es porta la comunió als malalts i als impedits del poble. El mes de maig, comença amb el Dia de la Creu, abans es cuinaven bescuits i la gent anava a menjar-se'ls a la muntanya del Rabat. La creu del carrer Sant Dídac s'engalana amb flors i la gent que havia fet promeses sol pujar fins a la creu que corona el Rabat.
La primera setmana de juliol sempre té lloc la Setmana Cultural, la qual precedix les Festes Patronals. Durant esta setmana es realitzen activitats per a tots els públics: tallers de treballs manuals per als xiquets; xarrades i conferències per als majors, i activitats adaptades als diferents grups socials, com ara teatre, cinema, sarsuela, actuacions musicals i partides de pilota a raspall al carrer Major. Cal destacar la Festa del Fanalet, el dimarts, on tradicionalment els xiquets fan els seus fanalets amb un meló d'Alger i després realitzen una cercavila pel poble.
Les Festes Patronals comencen el primer cap de setmana de juliol, amb la presentació de les festes patronals, acte molt esperat entre els coferers. Continua la setmana amb diferents activitats, com ara sopars populars a la plaça de l'Hort Tallat amb revetla, diverses processons religioses dedicades a Sant Antoni de Pàdua (patró), el Santissím Crist de l'Empar (festa dels hòmens), la Mare de Déu del Carme (festa de les dones) i la Divina Aurora(patrona canónica per bula papal del Papa Sant Joan XXIII i alcaldessa perpètua de Rafelcofer). La festa comença amb la presentació de la reina i la seua cort d'honor. Hi ha un concurs d'engalanament de carrers. Es fan despertades, cavalcades de disfresses, concurs de paelles, partides de pilota valenciana, ofrena de flors a la Mare de Déu, cine a l'aire lliure, sopars populars, balls de disfresses i de revetles, correfocs i cordaes. A la festa dels moros i cristians, les comparses fan la seua entrada el dijous. El dia del Crist, la pirotècnia local dels Borredà tira el seu castell de focs artificials més espectacular. Hi ha qui assegura que el Crist multiplica miraculosament els coets i fa que parega que es crema més pólvora de la que hi ha en realitat.
La festivitat de Sant Dídac se celebra el tercer cap de setmana d'agost amb sopars, revetles i danses populars al Ravalet de l'Alcudiola així com amb la tradicional baixada i pujada del Sant al Ravalet. Pel que fa a les activitats esportives, a Rafelcofer destaca els partits del destacat club de futbol Racing Rafelcofer, a més es realitzen xicotetes competicions com les de natació, futbol i diversos jocs al Poliesportiu Municipal. Al mes de desembre se celebra la cursa a peu amb una gran participació de veïns i forasters.

## Gastronomia
Quant a la gastronomia típica coferera i alcudiolana, destaquem que és comuna a la dels pobles del sud de la Safor i molt influenciada per la gran referent i capital de la gastronomia saforenca que és la ciutat d'Oliva.
- Arrossos: destaca l'arròs al forn amb cigrons, l'arròs al forn amb tonyina negra, l'arròs caldós, l'arròs amb fesols i naps, les diferents maneres de fer la paella (la valenciana; la de carxofes, faves i pésols; la d'abadejo; la de flor-i-col; amb verdures; amb tonyina negra...) i les pebreres farcides.
- Coques i pastissets: coca de tonyina, tomaca i pebrera, coca de ceba i pésols, coques de dacsa, pastissets de verdura, pastissets de pésols, pastissets de tomaca...
- Sopes i olles: faves sacsades, flor-i-col amb abadejo, putxero, sopa de ceba...
- Verdures: Albergina al forn, bajoqueta amb pernil, espencat, tomaques al forn...
- Carn: Sang amb ceba, corder guisat, corder al forn, conill amb alls, figatells, pollastre amb verdures...'
- Peix: mandonguilles d'abadejo, bonítol al forn, aladroc amb vinagre, aladroc al forn, sardina en escabetx, abadejo amb ceba, abadejo amb pebrera i tomaca...
- Sucreria: La llarga tradició sucrera de la comarca, heretada en gran part de la cultura islàmica, ens ha deixat un ampli ventall de dolços: braç de gitano, corona de glòria, bunyols de carabassa, calatrava, pa beneït, bescuit, coca de llanda, coques cristines, fabioles, mones de Pasqua, pastissos d'almetló, pastissos de cacauet, coca de Nadal, la confitura de moniato o carabassa....

Segons l'època de l'any o les diferents festivitats tradicionals, es cuinen diferents plats típics, dels quals cal assenyalar els següents:
- Al gener, per Sant Antoni, el berenar amb el pa beneït.

- Per la quaresma, és típic menjar la paella amb baejo, o també amb ceba, amb espinacs o amb alls tendres; l'arròs sec, en cassola de fang, amb baejo i trossets de creïlla, guisat de Dejuni i, finalment, les mandonguilles de baejo i la menestra de faves.

- Per Pasqua, la mona i la coca reganyà. Per als xiquets, la mona xicoteta amb llonganissa seca i ou dur.

- Al maig, el Dia de la Creu, és tradició fer bescuits.

- A l'estiu, l'arròs al forn amb tonyina negra.

- Pel Nadal, cal destacar la laboriosa Olla de Nadal i que en totes les cases hi ha pastissets d'almetló, de cacau o d'aiguardent, amb moniato o cabell d'àngel, coques cristines, mantecades i rosegons.

Durant tot l'any, altres menjars típics són l'arròs al forn, l'arròs amb crosta, el guisat de carn i el bonítol al forn. També són típics i molt apreciats els dolços casolans com la Corona de Glòria, els rotllos d'aiguardent o d'ou, les mantegades, la coca de sucre o de llanda i la moca.

## Associacions culturals i festives
Abans, les úniques associacions que existien eren les religioses i la colombòfila.
En les religioses, com a tradició o costum, estaven les Carmeles (dones casades) i les Filles de Maria (xiques fadrines), actualment a banda d'estes associacions, també estan les associacions esportives, musical, polítiques, culturals, etc. Les associacions i activitats culturals es concentren principalment al voltant de la Casa de la Cultura.
- Associació Joves Coferers, es va crear en 2006, i pretén ser la representació dels joves a Rafelcofer. Realitzen tallers, eixides, excursions, viatges, cinefòrum, exposicions, concerts... La seua finalitat és dinamitzar el poble amb activitats juvenils i culturals.

- Associació d'Ames de Casa de Rafelcofer, que desenrotllen durant tot l'any una sèrie d'activitats: tallers de treballs manuals artístics, gimnàstica de manteniment, viatges culturals, conferències, etc.

- Associació de Jubilats i Pensionistes L'Amistat, que organitzen tota classe d'activitats: sopars populars, conferències, viatges culturals, etc.

- La Unió Musical Santa Cecília de Rafelcofer, banda de música refundada l'any 1999. Cal destacar, també, l'Escola de Música. Participen en totes les activitats festives i commemoratives del poble.

- Associació de Danses Al Bell Mig, grup de danses populars valencianes, que participen en diferents activitats artístiques tant del poble com en altres poblacions.

- Associació Ornitològica de la Safor-Marina Alta amb seu a Rafelcofer, en la qual molts dels seus membres són amants i criadors del canari, el verderol, la cadernera i altres ocells de cant.

- Associació Cultural El Rebrot, creada en 2008 amb la voluntat de rebrotar la cultura i les tradicions del nostre poble.Logo de l'Associació Cultural El Rebrot.

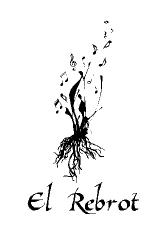
Logo de l'Associació Cultural El Rebrot.

- Comissions de festes de la Mare de Déu de Carme i del Crist de l'Empar

- Comissió dels Festers i Festeres

- Comissions de la festa de Moros i Cristians:
- Bàndol Moro:

-Alí-Ben-Fadrí
-Alcoferfers
- Bàndol Cristià:

-Guerres de l'Era
-Pirates
-Alvidianes
- Comissions de les festes de Sant Vicent, Sant Antoni del Porquet i Sant Dídac.

## Associacions esportives
- Rafelcofer Vòlei.

- Penya Eurodis Rafelcofer.

- Ràcing Club de Rafelcofer: El Ràcing Club de Rafelcofer s'estrena en la categoria de segona regional amateur. Este equip s'ha format amb la il·lusió de tornar l'esport del futbol a est poble de llarga història i tradició futbolística.

Ja fa anys, es jugava molt a pilota valenciana, normalment al carrer Major, o al trinquet (del Tio Quico). Hui en dia quasi s'ha perdut, només es juguen algunes partides per festes, el trinquet fa una trentena d'anys que es va tancar i els pilotaris coferers que queden van al trinquet de Bellreguard a jugar.

## Personatges il·lustres
- Vicent González Peiró, Campió Mundial de Lletra Menuda de 1930.

- Fernando Ribes Moltó, fundador de la Unió Musical Santa Cecília de Rafelcofer en 1926 i compositor de nombroses peces musicals, destacant El Calvario, una complexa peça a quatre veus que es canta actualment a Setmana Santa en Rafelcofer.

- Valentí Cebrian Navarro, mestre que va exercir el seu càrrec a Rafelcofer des de 1847 fins a 1906.

- Perot el Dolçainer, dolçainer popular coferer. Este coferer, sorprenentment, no té cap carrer que porte el seu nom, però sí que en té un, Menéndez y Pelayo, que segurament no sabria pronunciar "Rafelcofer", nascut en Santander i que poca gent, inclús d'eixe carrer, sap qui és i què ha fet. En tot el Regne sencer, no hi havia un dolçainer, que puntes poguera fer, a Perot el Coferer.